# ميك كونيل
ميك كونيل (بالإنجليزية: Mick Connell)‏ مواليد 13 سبتمبر 1961 في ليفربول، نيوساوث ويلز، أستراليا، هو لاعب تنس كراسي متحركة أسترالي. أعلى تصنيف له في الفردي كان المركز الـ 2 في سنة 1993. أعلى تصنيف له في الزوجي كان المركز الـ 1 في سنة 1994.

## الميداليات
| الميدالية | المسابقة                   |
| --------- | -------------------------- |
| فضية      | ألعاب بارالمبية صيفية 1988 |
| فضية      | ألعاب بارالمبية صيفية 1996 |

## روابط خارجية
- ميك كونيل على موقع الاتحاد الدولي لكرة المضرب (الإنجليزية)
- ميك كونيل على موقع Paralympic.org (الإنجليزية)